# Lewiston (Utah)
Lewiston je město v okresu Cache County ve státě Utah ve Spojených státech amerických. K roku 2010 zde žilo 1 766 obyvatel. S celkovou rozlohou 66,5 km² byla hustota zalidnění 28,3 obyvatel na km². Leží na hranicích se státem Idaho.